# Roberto Cobo
Pour les articles homonymes, voir Cobo.
Roberto Cobo (né Roberto García Romero le 20 février 1930 à Mexico et mort le 2 août 2002 à Mexico) est un acteur mexicain.

## Filmographie sélective
- 1950 : Los olvidados de Luis Buñuel
- 1952 : La Montée au ciel (Subida al cielo) de Luis Buñuel
- 1978 : Ce lieu sans limites (El lugar sin límites) d'Arturo Ripstein